# Israelische Badmintonmeisterschaft 1980
Die Israelische Badmintonmeisterschaft 1980 war die vierte Austragung der nationalen Titelkämpfe von Israel im Badminton. Eva Unglick gewann alle drei möglichen Titel. Die frühere Meisterin Chaya Grunstein nahm nicht an der Meisterschaft teil.

## Sieger und Finalisten
| Disziplin    | Gold                          | Silber                   |
| ------------ | ----------------------------- | ------------------------ |
| Herreneinzel | Yitzhak Serrouya              | Victor Yusim             |
| Dameneinzel  | Eva Unglick                   | Aliza Moses              |
| Herrendoppel | Nissim Duk Yitzhak Serrouya   | Victor Yusim Jacky Cohen |
| Damendoppel  | Eva Unglick Irit Ben Shushan  |                          |
| Mixed        | Michael Rappaport Eva Unglick |                          |